# Acanthodelta semiluna
Acanthodelta semiluna là một loài bướm đêm trong họ Noctuidae.